# 8234 Нобеока
8234 Нобеока (8234 Nobeoka) — астероїд головного поясу, відкритий 3 листопада 1997 року.
Тіссеранів параметр щодо Юпітера — 3,298.
Названо на честь Нобеока (яп. のべおか(延岡) нобеока)